# 関西サッカー協会
一般社団法人関西サッカー協会（かんさいサッカーきょうかい）は、関西で開催されるサッカー大会開催や関西におけるサッカーの普及事業などを実施している一般社団法人である。

## 概要
傘下に、6の地区協会を持つ（関西サッカーリーグも参照）。
- 大阪府サッカー協会
- 兵庫県サッカー協会
- 奈良県サッカー協会
- 和歌山県サッカー協会
- 京都府サッカー協会
- 滋賀県サッカー協会